# Tong (organización)

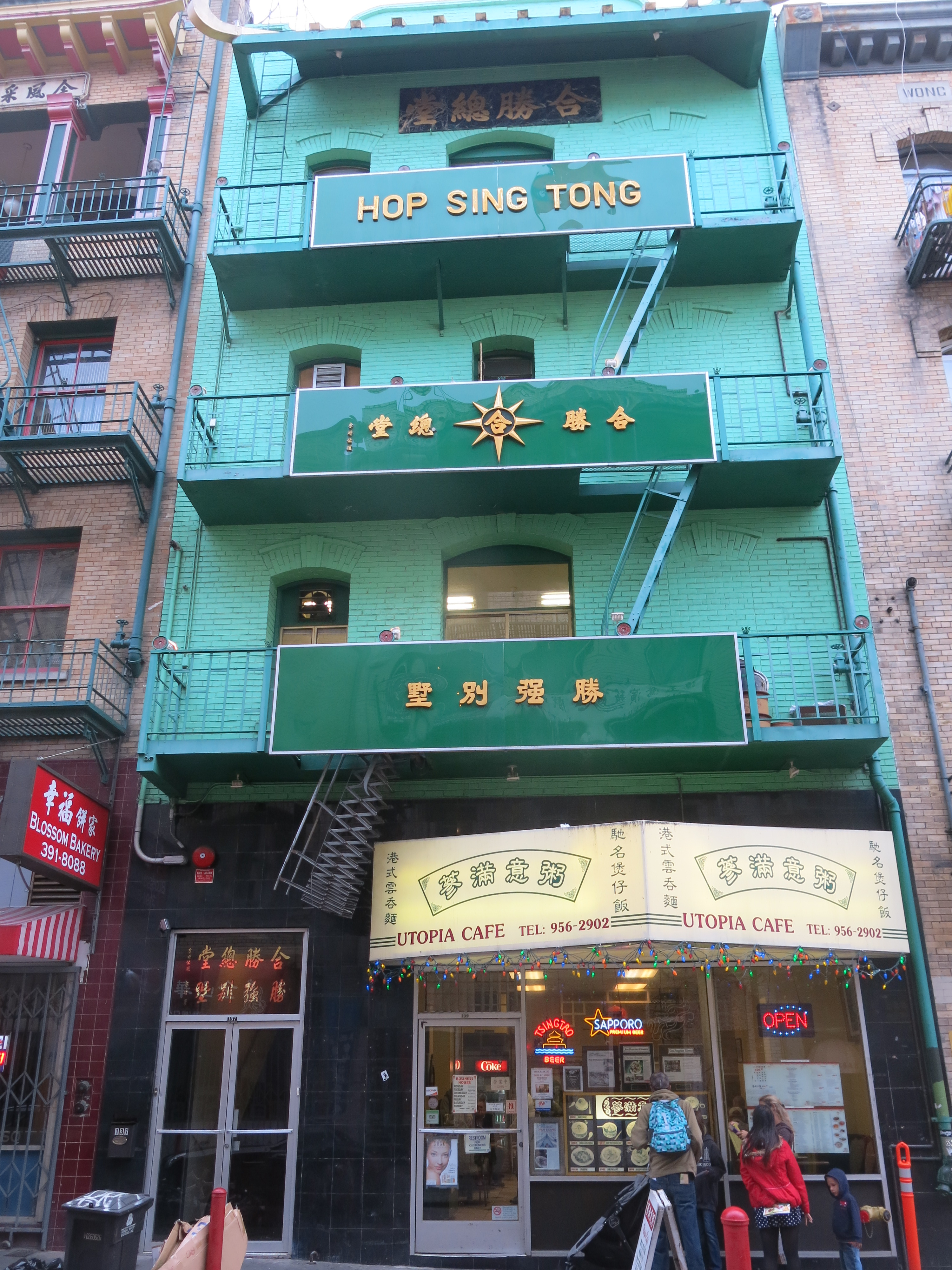
Edificio de la tong Hop Sing, en el barrio chino de San Francisco

Una tong (en chino, 堂; pinyin, táng; jyutping, tong4; Yale cantonés, tong; literalmente, ‘salón’             ) : 53 es un tipo de organización que se encuentra entre inmigrantes chinos, predominantemente aquellos que viven en los Estados Unidos, con números menores en Canadá, Australia y el Reino Unido. En chino, la palabra tong significa «salón» o «lugar de reunión». Tales organizaciones son descritas como sociedades secretas o hermandades bajo juramento y, a menudo, están vinculadas a actividades delictivas. En la década de 1990, se podía encontrar fácilmente salones tong en la mayoría de barrios chinos estadounidenses, claramente demarcados, muchos de los cuales tenían afiliaciones con el crimen organizado chino.
Estas asociaciones a menudo ofrecen servicios para las comunidades de los barrios chinos, tales como asesoramiento para inmigrantes, escuelas chinas y clases de inglés para adultos.: 48 Las tongs siguen el patrón de sociedades secretas comunes en el sur de China y muchas están conectadas a una sociedad secreta llamada Tiandihui, que sigue tal patrón. Otros grupos alrededor del mundo que siguen este patrón y están conectados con la Tiandihui se conocen como hui, Hongmen o tríadas.

## Historia
Las tongs aparecieron por primera vez en China en 1644 cuando la dinastía Ming fue derrocada a manos de la dinastía Qing. Una de las primeras tongs fue establecida por la sociedad secreta Zhigongtang (Chee Kung Tong), cuyo objetivo era el de restaurar el poder de la dinastía Ming eliminando a los nuevos gobernantes manchúes de la dinastía Qing. Estas tongs de la Zhigongtang estaban ubicadas en la provincia de Guangdong, que fue el lugar de origen de muchos de los primeros inmigrantes chinos que se dirigieron a los Estados Unidos, algunos de los cuales se llevaron consigo la noción de una tong como organización a ser establecida allí.

### Establecimiento detongsen varios países asiáticos
Después del siglo XVII, un gran número de chinos, particularmente de las áreas de Fujian y Cantón, dejaron China para irse a buscar fortuna en el sudeste asiático y Taiwán. Estos inmigrantes chinos formaron rápidamente una clase de comerciantes y mercaderes en muchas sociedades en varios países asiáticos como las Filipinas, Indonesia y Malasia.

### Tongs en países de habla inglesa
Antes de la década de 1840, muy pocos chinos habían emigrado a los Estados Unidos, Canadá o Australia. Sin embargo, para mediados del siglo XIX, el número de inmigrantes chinos en estos países había ya aumentado drásticamente. Empezando por unos pocos cientos de inmigrantes, su número aumentó a un estimado de cientos de miles de inmigrantes chinos.
Se alega que el excomandante militar del Reino Celestial Taiping, Yang Fuqing, huyó a los Estados Unidos tras la derrota del estado rebelde y que inició una sociedad secreta en Los Ángeles.

## Tongsen Estados Unidos
Tras establecerse en San Francisco y otras ciudades de California, los trabajadores chinos tuvieron que enfrentarse a la hostilidad de sus pares estadounidenses que se sentían amenazados por su disposición a trabajar por salarios más bajos. A medida que sindicatos y trabajadores enojados se volvían más agresivos, muchos chinos sintieron la presión de irse y mudarse al este, donde creían que la vida sería menos peligrosa. Como resultado, muchos inmigrantes chinos se mudaron a ciudades como Nueva York, Filadelfia o Boston. En la actualidad, estas ciudades tienen aún comunidades étnicas chinas lo suficientemente grandes como para haber dado origen a barrios chinos. A ellos también se les han sumado nuevos inmigrantes chinos de finales del siglo XX y principios del XXI. : 47 
Muchos chinos pronto organizaron asociaciones benéficas voluntarias para apoyo y protección. Estas asociaciones suelen estar conformadas por personas originarias del mismo distrito en China, con el mismo apellido, o según el dialecto nativo, por ejemplo en el caso de hablantes de hakka, o hermandades bajo juramento. : 53 Las tongs brindaban servicios a los inmigrantes, tales como oportunidades de trabajo y vivienda. También ayudaban a resolver disputas individuales y grupales dentro de la comunidad. Muchas de estas sociedades voluntarias no tenían la capacidad financiera para patrocinar eventos comunitarios o cuidar de sus miembros, y las que sí la tenían tendían a enfocarse en sí mismas y brindar ayuda solo a sus propios miembros. A raíz de esto, muchas tongs con poco o ningún valor financiero hereditario tuvieron que disolverse o empezar a operar actividades delictivas tales como casas de apuestas o prostitución. Esto las transformó de asociaciones benéficas a convertirse en proveedoras de servicios ilegales.: 51 El término tong se empezó a asociar desfavorablemente con las hermandades secretas en los barrios chinos y, a menudo, luchaban con otras asociaciones en la misma área. Las tongs estaban compuestas por lo general por hombres jóvenes, algunos de ellos con antecedentes criminales o marginados que habían sido expulsados de sus asociaciones originales. Cabe señalar que muchas de las actividades tradicionales de las tong, como los juegos de azar, eran legales en China, pero no en los Estados Unidos.
Las primeras poblaciones chinas en los Estados Unidos y Canadá eran abrumadoramente de sexo masculino, especialmente después de que se aprobaran leyes de inmigración que restringían el sexo en 1882 en los EE. UU. y en 1923 en Canadá, respectivamente (véase Ley de exclusión china y Ley de inmigración china, 1923). Por esta razón, las tongs participaron activamente en traer mujeres de China tanto para fines matrimoniales como para la prostitución. Muchas de estas mujeres no venían a Estados Unidos por elección, y algunas eran engañadas y forzadas a prostituirse por parte de proxenetas. Las tongs asociadas con la importación de mujeres a los Estados Unidos luchaban entre ellas por territorios y ganancias. Esto se conoció como «Las Guerras Tong», que fueron una serie de ataques violentos entre dos ramas de la Pandilla Tong, Hip Sing Tong y On Leong Tong. Las razones de este conflicto varíaron, desde luchas territoriales hasta el asesinato de miembros. Las «guerras tong» del siglo XIX y comienzos del XX a menudo se basaron en el control de estas mujeres. En los primeros años, las tongs emplearon «hombres hacha» o boo how doy (en chino: 斧頭仔), también llamados highbinders (lit. tirantas altas), como asesinos a sueldo para luchar en las batallas callejeras que se producían por el territorio, los negocios y las mujeres.

### San Francisco, California
San Francisco fue el lugar de la primera Tong en los Estados Unidos; se formó como reacción a la hostilidad que los inmigrantes chinos enfrentaron por parte de trabajadores estadounidenses a su llegada a los Estados Unidos. En las memorias de Bill Lee en 'The Chinese Playground', que narra las actividades de la Pandilla Tong en San Francisco, afirma que la opresión a la que se enfrentaban los inmigrantes chinos los llevaba a recurrir a la Tong en busca de protección. Si bien es cierto que la Tong brindaba protección, no es claro si tal protección era forzada como un medio para obtener el control del territorio para la distribución de las actividades ilícitas del grupo. Durante el brote de peste en el barrio chino de San Francisco en la década de 1900, las Seis Compañías Chinas recomendaron el plan de vacunación a sus miembros y a las tongs. Dudando de la efectividad de las vacunas, muchos residentes chinos del barrio chino rechazaron las vacunas. Varias tongs llegaron a amenazar con hacerle daño a quienes sí se habían vacunado, así como a los líderes chinos que lo respaldaban.

## Estructura y objetivos
Las Tongs en Norteamérica mostraban muchas similitudes con las tríadas de Hong Kong y las colonias británicas en el sudeste asiático. Tales similitudes incluían ceremonias de iniciación similares y mostrar respeto a las mismas deidades. Esto se debe a que ambas son organizaciones similares que siguen los patrones de las sociedades secretas y hermandades bajo juramento del sur de China. : 59 Las sociedades de las tríadas eran organizaciones clandestinas en las colonias británicas que también existían para brindarse ayuda entre miembros, pero que además apoyaban del derrocamiento de la dinastía Qing. Ko-lin Chin destacaba que la mayoría de las tongs tienen una organización similar y sedes en las que se puede encontrar un presidente, un vicepresidente, un secretario, un tesorero, un auditor y varios ancianos y administradores de relaciones públicas. : 58 En la actualidad, sus principales objetivos son los de cuidar de sus miembros y de sus respectivas comunidades.

## Tongschinas notables
- Bing Kong Tong, California, Washington
- Hip Sing Tong, Nueva York y ramas en otros 13 estados en los EE. UU.
- En Leong Tong, Nueva York
- Suey Sing Tong, California, Oregón, Washington (EE.UU). y Columbia Británica (Canadá)
- Hop Sing Tong, California, Oregón, Washington, Idaho, Colorado.